# Chicopee River
Der Chicopee River ist ein linker Nebenfluss des Connecticut River im US-Bundesstaat Massachusetts.

## Flusslauf
Der Chicopee River entsteht am Zusammenfluss von Ware River und Quaboag River bei Three Rivers in der Town of Palmer. Von dort fließt er über eine Strecke von 29 km in westlicher Richtung. Er durchfließt Ludlow, bildet kurzzeitig die nördliche Stadtgrenze von Springfield und mündet schließlich in Chicopee in den Connecticut River. 
Der Chicopee River besitzt das größte Einzugsgebiet (1870 km²) aller Nebenflüsse des Connecticut River. 
Aufgrund seiner großen Wassermenge und einem Gefälle von insgesamt 80 m siedelten sich schon früher Mühlen entlang dem Flusslauf an. Es befinden sich sechs Staudämme am Chicopee River, die der Energieerzeugung dienen.

## Wasserkraftanlagen
Die Wasserkraftanlagen in Abstromrichtung:
| Name             | Leistung in MW | Anzahl Turbinen | Lage | Betreiber      |
| ---------------- | -------------- | --------------- | ---- | -------------- |
| Redbridge        | 1,8            | 2               | (⊙)  | NAEA           |
| Collins Facility | 1,2            | 2               | (⊙)  | Collins Hydro  |
| Putts Bridge     | 1,6            | 2               | (⊙)  | NAEA           |
| Indian Orchard   | 3,7            | 2               | (⊙)  | NAEA           |
| Chicopee         | 2,4            | 2               | (⊙)  | Chicopee Hydro |
| Dwight           | 0,4            | 3               | (⊙)  | NAEA           |